# Copa Cataluña de fútbol 2014-15
La Copa Cataluña de Fútbol 2014-15 fue la edición número 26.ª edición de la competición regional, la cual se dio inicio el 1 de agosto de 2014 y finalizó el 25 de marzo de 2015. El campeonato contó con la participación de equipos de la Segunda, Segunda B, Tercera y Primera Catalana. Los clubes de Primera División: F. C. Barcelona y R. C. D. Espanyol compitieron en la Supercopa de Cataluña, por lo que en este torneo participaron los filiales de ambos; en tanto los de divisiones menores formaron parte de la Copa Cataluña Amateur 2014-15.
La final se disputó en el Nou Sardenya en Barcelona, en la cual el C. E. Europa se impuso con un 2-1 al Girona F. C., llevándose así su tercer título tras 17 años sin ganar la competición.

## Formato
El 23 de junio de 2014 la Federación Catalana de Fútbol llegó a un acuerdo para la nueva estructura que tendría el torneo regional en su vigésima sexta edición. En esta oportunidad los clubes de inferiores categorías como la Segunda, Tercera y Cuarta División catalanas, deberán participar de la competición Copa Cataluña Amateur. En cambio los equipos que militan en Primera División participarán de la Supercopa de Cataluña. Por lo tanto ahora en la denominada Copa Cataluña Absoluta, competirán los equipos de Segunda, Segunda B, Tercera y Primera Catalana, cuyo sistema de juego consta de eliminatorias a partido único que en caso de empate se procederá a los tiros de penal. La disputa de los encuentros se realizará prioritariamente en el campo del equipo de inferior categoría, en caso de que los equipos sean de la misma se realizará un sorteo.

## Torneo

### Primera ronda
El sorteo de la primera fase del torneo se realizó el 4 de julio.
| 1 de agosto de 2014, 20:00 | F. C. Martinenc           | 2 - 0   | C. F. Montañesa | Municipal del Guinardó, Barcelona |                           |
|                            | Velillas 49' · Juanlu 65' | Reporte |                 | Árbitro(s): Mancera Antón         | Árbitro(s): Mancera Antón |

| 2 de agosto de 2014, 19:00 | A. E. C. Manlleu                          | 2 - 3   | U. E. Olot                             | Municipal de Manlleu, Manlleu |                               |
|                            | Aumatell 2' · Sala de la Torre 74' (pen.) | Reporte | Corominas 18' · Santos 65' · López 82' | Árbitro(s): Rodríguez Enrique | Árbitro(s): Rodríguez Enrique |

| 2 de agosto de 2014, 19:15 | F. C. Ascó                    | 2 - 1   | Lleida Esportiu | Municipal d'Ascó, Ascó       |                              |
|                            | Josep Ramón 11' · Montané 55' | Reporte | Peralta 2'      | Árbitro(s): Conejo Rodríguez | Árbitro(s): Conejo Rodríguez |

| 2 de agosto de 2014, 19:30 | U. E. Rubí         | 1 - 1 (4-5 p.) | A. E. Prat    | Municipal de Can Rosés, Rubí |                             |
|                            | Carlos Esteban 68' | Reporte        | Del Moral 10' | Árbitro(s): Gonzales Moreno  | Árbitro(s): Gonzales Moreno |

| 2 de agosto de 2014, 19:30 | C. D. Masnou                          | 3 - 3 (2-4 p.) | C. F. Badalona                                  | Municipal del Masnou, El Masnou |                            |
|                            | Prieto 10' · Ginés 46' · Martínez 71' | Reporte        | Bea 18' · Monterde 43' · Noe Quesada 66' (pen.) | Árbitro(s): Calle Martínez      | Árbitro(s): Calle Martínez |

| 2 de agosto de 2014, 19:30 | U. E. Vilassar de Mar | 1 - 1 (6-5 p.) | Palamós C. F.    | Xevi Ramon, Vilasar de Mar   |                              |
|                            | Queralt 43' (pen.)    | Reporte        | Creus 88' (a.g.) | Árbitro(s): Ferrero Mansilla | Árbitro(s): Ferrero Mansilla |

| 2 de agosto de 2014, 20:00 | U. E. Cornellà | 1 - 1 (2-3 p.) | Cerdanyola del Vallès | Municipal de la Via Fèrria, Cornellá de Llobregat |                            |
|                            | Joel Marin 86' | Reporte        | Dani Romero 28'       | Árbitro(s): López Carballo                        | Árbitro(s): López Carballo |

| 2 de agosto de 2014, 20:00 | F. C. Vilafranca | 0 - 0 (3-4 p.) | C. F. Reus Deportiu | Camp Municipal d'Esports, Villafranca del Panadés |                           |
|                            |                  | Reporte        |                     | Árbitro(s): Muñoz Baquero                         | Árbitro(s): Muñoz Baquero |

| 3 de agosto de 2014, 19:00 | C. E. Europa | 1 - 0   | R. C. D. Espanyol B | Municipal de Santa Coloma, Santa Coloma de Gramanet |                           |
|                            | Rosillo 61'  | Reporte |                     | Árbitro(s): Llopart Carbó                           | Árbitro(s): Llopart Carbó |

| 3 de agosto de 2014, 19:00 | U. E. Castelldefels | 0 - 0 (4-2 p.) | Gimnàstic de Tarragona | Municipal de Can Vinader, Castelldefels |                           |
|                            |                     | Reporte        |                        | Árbitro(s): García Fuster               | Árbitro(s): García Fuster |

| 3 de agosto de 2014, 19:30 | C. F. Gavà                                                        | 5 - 0   | Terrassa F. C. | La Bòbila, Gavá              |                              |
|                            | Xavi Civil 1', 28' · Adrià Grau 3' · Fran Orellana 19' · Vivò 41' | Reporte |                | Árbitro(s): Carballo Vázquez | Árbitro(s): Carballo Vázquez |

| 3 de agosto de 2014, 20:00 | Santfeliuenc F. C. | 0 - 0 (2-4 p.) | C. E. L'Hospitalet | Municipal Les Grases, San Feliú de Llobregat |                             |
|                            |                    | Reporte        |                    | Árbitro(s): Congost Larrosa                  | Árbitro(s): Congost Larrosa |

| 3 de agosto de 2014, 20:30 | C. F. Peralada | 0 - 2   | U. E. Figueres                       | Municipal de Perelada, Perelada |                             |
|                            |                | Reporte | Ramón Maso 8' (pen.) · Del Campo 17' | Árbitro(s): Calderiña Pavon     | Árbitro(s): Calderiña Pavon |

| 4 de agosto de 2014, 20:00 | F. C. Santboià                   | 2 - 1   | U. E. Sant Andreu   | Joan Baptista Milà, San Baudilio de Llobregat |                           |
|                            | Carmona 14' · José Fernández 87' | Reporte | Oriol Fernández 80' | Árbitro(s): Otal González                     | Árbitro(s): Otal González |

### Dieciseisavos de final
El Cerdanyola del Vallès se clasifica directamente a la tercera ronda.
| 9 de agosto de 2014, 19:00 | F. C. Ascó         | 2 - 1   | C. F. Reus Deportiu | Municipal d'Ascó, Ascó         |                                |
|                            | Soldevila 63', 88' | Reporte | Masque Vila 73'     | Árbitro(s): Subirats Matamoros | Árbitro(s): Subirats Matamoros |

| 9 de agosto de 2014, 19:00 | F. C. Santboià | 0 - 0 (1-4 p.) | A. E. Prat | Joan Baptista Milà, San Baudilio de Llobregat |                              |
|                            |                | Reporte        |            | Árbitro(s): Carmona Martínez                  | Árbitro(s): Carmona Martínez |

| 10 de agosto de 2014, 19:00 | C. E. Europa              | 2 - 2 (3-1 p.) | U. E. Castelldefels      | Municipal de Santa Coloma, Santa Coloma de Gramanet |                               |
|                             | Sánchez 20' · Rosillo 29' | Reporte        | Cevantes 9' · Esteve 46' | Árbitro(s): Fernández Morillo                       | Árbitro(s): Fernández Morillo |

| 10 de agosto de 2014, 19:00 | U. E. Vilassar de Mar | 1 - 2   | U. E. Olot                          | Xevi Ramon, Vilasar de Mar |                            |
|                             | Urbano 20'            | Reporte | Corominas 68' · Martínez 71' (pen.) | Árbitro(s): Simón del Pino | Árbitro(s): Simón del Pino |

| 10 de agosto de 2014, 19:30 | C. F. Gavà  | 1 - 1 (3-1 p.) | C. E. L'Hospitalet | La Bòbila, Gavá              |                              |
|                             | Ferrone 23' | Reporte        | Méndez 60'         | Árbitro(s): Montoro Ferreiro | Árbitro(s): Montoro Ferreiro |

| 10 de agosto de 2014, 20:00 | F. C. Martinenc | 1 - 1 (1-3 p.) | C. F. Badalona  | Municipal del Guinardó, Barcelona |                          |
|                             | Bandeh 69'      | Reporte        | Noe Quesada 13' | Árbitro(s): Robas Bondia          | Árbitro(s): Robas Bondia |

| 10 de agosto de 2014, 20:00 | U. E. Figueres   | 1 - 1 (4-2 p.) | U. E. Llagostera    | Municipal de Vilatenim, Figueras |                           |
|                             | Costa 83' (pen.) | Reporte        | Mercader 70' (pen.) | Árbitro(s): López Morente        | Árbitro(s): López Morente |

### Octavos de final
| 17 de agosto de 2014, 19:00 | C. E. Europa | 1 - 1 (4-3 p.) | F. C. Ascó  | Municipal de Santa Coloma, Santa Coloma de Gramanet |                       |
|                             | Camacho 22'  | Reporte        | Virgili 55' | Árbitro(s): Díaz Díaz                               | Árbitro(s): Díaz Díaz |

| 17 de agosto de 2014, 19:30 | C. F. Gavà                 | 2 - 0   | A. E. Prat | La Bòbila, Gavá         |                         |
|                             | Zambudio 30' · Ferrone 73' | Reporte |            | Árbitro(s): Vico Moreno | Árbitro(s): Vico Moreno |

| 17 de agosto de 2014, 19:30 | C. F. Badalona | 0 - 0 (5-4 p.) | U. E. Olot | Municipal de Pomar, Badalona |                           |
|                             |                | Reporte        |            | Árbitro(s): Sánchez Arias    | Árbitro(s): Sánchez Arias |

| 17 de agosto de 2014, 20:00 | U. E. Figueres | 0 - 0 (4-5 p.) | Cerdanyola del Vallès | Municipal de Vilatenim, Figueras |                          |
|                             |                | Reporte        |                       | Árbitro(s): García Rosel         | Árbitro(s): García Rosel |

### Cuartos de final
El sorteo para los emparejamientos se realizó el 15 de septiembre, además el Club de Futbol Gavà quedó exento de participar por lo que se clasifica directamente a las semifinales.
| 12 de noviembre de 2014, 20:00 | C. F. Badalona | 1 - 1 (2-4 p.) | Girona F. C. | Municipal de Pomar, Badalona |                             |
|                                | Prior 60'      | Reporte        | Hens 57'     | Árbitro(s): Bertomeu García  | Árbitro(s): Bertomeu García |

| 12 de noviembre de 2014, 20:30 | C. E. Europa                               | 3 - 0   | F. C. Barcelona B | Nou Sardenya, Barcelona     |                             |
|                                | Javi Sánchez 4' · Povés 62' · Rovira 90+4' | Reporte |                   | Árbitro(s): Albelda Bárcena | Árbitro(s): Albelda Bárcena |

| 12 de noviembre de 2014, 20:30 | Cerdanyola del Vallès | 1 - 1 (3-4 p.) | C. E. Sabadell F. C. | La Bòbila-Pinetons, Sardañola del Vallés |                            |
|                                | De la Puente 86'      | Reporte        | Cabrera 37'          | Árbitro(s): Romero Freixas               | Árbitro(s): Romero Freixas |

### Semifinales
La definición de las parejas se realizó el 2 de diciembre.
| 4 de febrero de 2015, 20:00 | C. E. Europa                       | 3 - 0   | C. E. Sabadell F. C. | Nou Sardenya, Barcelona  |                          |
|                             | Rosillo 25' · Lara 38' · Poves 40' | Reporte |                      | Árbitro(s): Martin Varas | Árbitro(s): Martin Varas |

| 4 de febrero de 2015, 20:00 | C. F. Gavà | 0 - 1   | Girona F. C. | La Bòbila, Gavá           |                           |
|                             |            | Reporte | Bordas 7'    | Árbitro(s): Llopart Carbó | Árbitro(s): Llopart Carbó |

### Final
| 1          | POR        | Rafael Levi      |     |
| 2          | DEF        | Oriol Dot Codina |     |
| 3          | DEF        | Alberto González |     |
| 4          | DEF        | Àlex Cano        |     |
| 5          | DEF        | Sergi Pastells   |     |
| 6          | MED        | Gerard Puigoriol |     |
| 8          | MED        | Javi Lara        | 89' |
| 10         | MED        | Carlos Guzmán    | 80' |
| 7          | DEL        | Ignacio Rosillo  | 89' |
| 9          | DEL        | Álex Povés       | 66' |
| 11         | DEL        | Nils Puchades    | 74' |
| Entrenador | Entrenador | Pedro Dólera     |     |

| 1          | POR        | Jorge Palatsí     |     |
| 7          | DEF        | Richy Álvarez     |     |
| 28         | DEF        | Carles Mas        |     |
| 33         | DEF        | David Bigas       | 80' |
| 34         | DEF        | Eloi Zamorano     |     |
| 5          | MED        | Cristian Gómez    |     |
| 16         | MED        | Christian Alfonso |     |
| 17         | MED        | Juanlu Hens       | 80' |
| 20         | MED        | Jandro Castro     | 80' |
| 44         | MED        | Marc Rovirola     |     |
| 9          | DEL        | Jaime Mata        |     |
| Entrenador | Entrenador | Pablo Machín      |     |

| 17 | DEL | Roberto Camacho | 66' |
| 15 | DEL | Ramon Rovira    | 74' |
| 14 | MED | Alberto Padilla | 80' |
| 12 | DEL | Dani Valderas   | 89' |
| 18 | MED | Javi Sánchez    | 89' |

| 32 | DEF | Adrián Hernández | 80' |
| 6  | MED | Alex Granell     | 80' |
| 14 | MED | Sebastián Coris  | 80' |

| Amonestado | 67' | Javi Lara    |
| Amonestado | 84' | Ramón Rovira |

| Amonestado | 70' | Jandro Castro  |
| Amonestado | 90' | Cristian Gómez |

| Anotado | 15' | Alberto González | 1-0 |
| Anotado | 64' | Álex Povés       | 2-0 |

| Anotado | 74' | Christian Alfonso | 2-1 |

| Árbitro:                                                                                                  | José Sánchez Aparicio    |
| Árbitros asistentes:                                                                                      | Joaquín García Hernández |
| Árbitros asistentes:                                                                                      | Arcadi Altemir Vidal     |
| Cuarto árbitro:                                                                                           | David Congost Larrosa    |
| Reporte (enlace roto disponible en Internet Archive; véase el historial, la primera versión y la última). |                          |

| 1          | POR        | Rafael Levi      |     |
| 2          | DEF        | Oriol Dot Codina |     |
| 3          | DEF        | Alberto González |     |
| 4          | DEF        | Àlex Cano        |     |
| 5          | DEF        | Sergi Pastells   |     |
| 6          | MED        | Gerard Puigoriol |     |
| 8          | MED        | Javi Lara        | 89' |
| 10         | MED        | Carlos Guzmán    | 80' |
| 7          | DEL        | Ignacio Rosillo  | 89' |
| 9          | DEL        | Álex Povés       | 66' |
| 11         | DEL        | Nils Puchades    | 74' |
| Entrenador | Entrenador | Pedro Dólera     |     |

| 1          | POR        | Jorge Palatsí     |     |
| 7          | DEF        | Richy Álvarez     |     |
| 28         | DEF        | Carles Mas        |     |
| 33         | DEF        | David Bigas       | 80' |
| 34         | DEF        | Eloi Zamorano     |     |
| 5          | MED        | Cristian Gómez    |     |
| 16         | MED        | Christian Alfonso |     |
| 17         | MED        | Juanlu Hens       | 80' |
| 20         | MED        | Jandro Castro     | 80' |
| 44         | MED        | Marc Rovirola     |     |
| 9          | DEL        | Jaime Mata        |     |
| Entrenador | Entrenador | Pablo Machín      |     |

| 17 | DEL | Roberto Camacho | 66' |
| 15 | DEL | Ramon Rovira    | 74' |
| 14 | MED | Alberto Padilla | 80' |
| 12 | DEL | Dani Valderas   | 89' |
| 18 | MED | Javi Sánchez    | 89' |

| 32 | DEF | Adrián Hernández | 80' |
| 6  | MED | Alex Granell     | 80' |
| 14 | MED | Sebastián Coris  | 80' |

| Amonestado | 67' | Javi Lara    |
| Amonestado | 84' | Ramón Rovira |

| Amonestado | 70' | Jandro Castro  |
| Amonestado | 90' | Cristian Gómez |

| Anotado | 15' | Alberto González | 1-0 |
| Anotado | 64' | Álex Povés       | 2-0 |

| Anotado | 74' | Christian Alfonso | 2-1 |

| Árbitro:                                                                                                  | José Sánchez Aparicio    |
| Árbitros asistentes:                                                                                      | Joaquín García Hernández |
| Árbitros asistentes:                                                                                      | Arcadi Altemir Vidal     |
| Cuarto árbitro:                                                                                           | David Congost Larrosa    |
| Reporte (enlace roto disponible en Internet Archive; véase el historial, la primera versión y la última). |                          |

|                                |
| Campeón C. E. Europa 3° título |